# Edel Sauntes Allé
Edel Sauntes Allé er en slynget vej gennem den nordlige del af Fælledparken i København. Den strækker sig mellem Øster Allé og Nørre Allé lige nord for Rigshospitalet.

## Baggrund og navngivning
Den sydvestlige del af den oprindelige vej fik i 2009 navnet Edel Sauntes Allé i anledning af 100-året for indførelsen af kvinders valgret og valgbarhed i Danmark. Navnet blev givet til ære for Edel Saunte (1904–1991), der i perioden 1962–1974 var Københavns første kvindelige borgmester. Hun havde ansvar for hospitaler, sundhedsvæsen og kommunale beboelsesejendomme.
Før 2009 hed vejen Borgmester Jensens Allé, opkaldt efter den socialdemokratiske borgmester Jens Jensen (1859–1928), som var en af hovedkræfterne bag anlæggelsen af Fælledparken. Vejens slyngede forløb var oprindeligt tænkt som en promenadevej gennem parken.

## Forløb og ændringer
I dag er den nordlige del af vejens oprindelige strækning nord for Øster Allé nedlagt.